# Вєслав Мазур
Вєслав Маріан Мазур (пол. Wiesław Marian Mazur; нар. 12 вересня 1959, Нові Ґрохолиці, Мазовецьке воєводство) — польський дипломат. Генеральний Консул Республіки Польща у Луцьку (2017—2020), Львові (2015—2017), Севастополі (2010—2014) і Одесі (2006—2010).

## Життєпис
Народився 12 вересня 1952 року в селі Нове-Ґрохоліце, Мазовецьке воєводство. У 1977—1981 рр. навчався у Варшавській політехніці, на механіко-технологічному факультеті, який закінчив зі званням інженера-механіка. У 2004—2006 навчався у «Collegium Civitas», на факультеті міжнародних відносин, спеціальності «дипломатія», де здобув звання маґістра.
З 1989 на дипломатичній роботі. Протягом чотирьох років працював 2 секретарем в посольстві Польщі в Улан-Баторі.
У 1997—2003 р. — радник, керівник Консульського відділу Посольства Польщі у Каїрі.
У 2003—2006 рр. — продовжував роботу на керівних посадах в Міністерстві закордонних справ Польщі.
У 2006—2010 рр. — Генеральний Консул Республіки Польща в Одесі.
У 2010—2014 рр. — Генеральний консул Польщі у Севастополі. Під час анексії Криму Росією провів евакуацію консульства 8.03.2014 р.
У 2014—2015 рр. — начальник Організаційного відділу Консульського департаменту міністерства закордонних справ Польщі.
У 2015—2017 рр. — Генеральний консул Республіки Польща у Львові.
У 2017—2020 рр — Генеральний консул Польщі у Луцьку.